# 結城廃寺跡
結城廃寺跡（ゆうきはいじあと）は、茨城県結城市上山川・矢畑にある寺院跡。2002年9月20日に国の史跡に指定され、2017年10月13日に追加指定が行われた。指定名称は「結城廃寺跡 附結城八幡瓦窯跡」である。

## 概要
結城廃寺跡は、茨城県結城市中央部の東寄り、鬼怒川西岸の台地上に位置する。結城市の市域はかつての下総国結城郡で、同国の最北端にあたる。結城郡の郡衙については、結城廃寺跡の北2キロにある峯崎遺跡がそれだとする説もあるが、未確定である。寺跡付近は、近世には結城寺村と呼ばれ、寺跡の存在は古くから知られていた。現在も「結城寺前」「結城寺北」などの字名が残る。
1981年、公共施設の建設工事にともなう確認調査で寺跡の存在があらためて確認され、1988年から1995年まで、計8次にわたり発掘調査が実施された。結城廃寺跡とともに国の史跡に指定されている結城八幡瓦窯跡は、1953年、高井悌三郎の調査により半地下式窖窯（あながま）跡1基が確認され、2000年及び2001年の調査で同種の窯跡がさらに3基確認されている。
結城廃寺に関する同時代の記録はほとんど残っていないが、発掘調査の所見によれば、8世紀前半に創建され、10世紀の半ばから後半に一度焼失。鎌倉時代に再興されるが、室町時代中期には廃絶している。創建伽藍は、金堂が西、塔が東に位置する法起寺式伽藍配置であった。

## 遺構

### 寺跡
寺域を画する区画溝は、奈良時代のものと中世のものとがある。奈良時代の溝で囲まれた寺域は、南北250メートル、東西180メートルに及ぶ。なお、寺域北辺の溝は未検出である。中世の溝で囲まれた寺域は、東辺266メートル、西辺250メートル、南辺111メートル、北辺132メートルの不整四辺形で、奈良時代の寺域に比べ、東西方向の幅が狭くなっている。
中心伽藍は前述のとおり法起寺式伽藍配置で、中門、回廊、金堂、塔、講堂、僧房の跡が検出されている。中門から出て左右に伸びる回廊は、伽藍中心部を囲み、北側に建つ講堂の左右に達する。回廊の規模は東西が74メートル（東西回廊の外縁部間の距離）、南北が66メートル（同様に南北回廊の外縁部間の距離）である。回廊で囲まれた内側には、東に塔、西に金堂が建つ（金堂と塔の位置関係は、法隆寺式伽藍配置とは左右逆になる）。これらの中心伽藍跡は耕作によって削平されていて、基壇は全形をとどめておらず、礎石もほとんど残っていない。発掘調査で確認されたのは各建物の堀込地業（基礎工事、地固め）の跡である。
中門の基壇は残っていないが、金堂と講堂の基壇は一部が残り、金堂跡の東・西・南面には河原石、北面には瓦片がみられる。塔跡には心礎が残る。回廊跡は、礎石は残らないが、礎石の根石が一部に残っている。講堂の北には僧房と思われる建物跡があるが、一部が確認されたのみである。また、通常、伽藍の南にある南門は遺構が確認されていない。
中世の区画溝が残り、古瀬戸、常滑など中世の陶片が出土することから、寺院は中世まで存続したことがわかる。ただし、中世の建物遺構は確認されておらず、中世瓦の出土もない。これは、中世の建物は堀込地業を行わずに地表に直接礎石を置いていたことと、屋根には瓦以外の葺材（檜皮など）を使用していたことによるものと思われる。

### 結城八幡瓦窯跡
寺跡の北東500メートルのところにあり、史跡結城廃寺跡の附（つけたり）として指定されている。東側斜面で半地下式窖窯4基が検出されている。4基のうち2基は全長5メートル以上、他の2基は全体の規模は不明である。他に東斜面と北斜面に1基ずつの土壙、
台地上の平坦面に竪穴建物跡1棟が検出されている。土壙は粘土の保管場所、建物跡は瓦製作工房とみられる。

## 出土品
出土品には、瓦類、塑造仏像断片、塼仏（せんぶつ）断片、塔跡から出土した舎利孔蓋などがある。
- 軒丸瓦・軒平瓦 - 軒丸瓦は10種、軒平瓦は5種が出土している。うち、複弁八葉蓮華文軒丸瓦は、常陸国新治廃寺の、均整唐草文軒平瓦は下野薬師寺の瓦に影響を受けた文様がみられる[10]。
- 文字瓦 - 溝跡から「法成寺」のヘラ書きのある丸瓦が出土した。『将門記』に「結城郡法城寺」が登場することと合わせ、結城廃寺の寺号は「法成寺」であったことがわかる[11]。
- 棰先瓦（たるきさきがわら） - 屋根瓦ではなく、軒下の垂木（棰）の先端に付した瓦で、東日本では初の出土例である[10]。
- 塑造仏像断片 - 衣文を表した断片が伽藍南東から、螺髪、右脚部、蓮華座の断片が金堂跡南側の瓦溜（伽藍の焼失後に、焼けた品物などを廃棄した穴）から、それぞれ出土した[10]。
- 塼仏（せんぶつ）断片 - 約10種類の断片64点が出土している。おもに金堂跡の南側の瓦溜から出土した。塼仏とは、型取りした粘土を焼いて作った仏像で、寺院の壁面に張るなどして利用された。断片64点のなかには、法隆寺所蔵の銅板鋳出三尊像や、東京国立博物館所蔵の法隆寺献納宝物の一つである押出仏の二観音三如来像と同型のものがあり注目される[12][10]。
- 舎利孔蓋 – 結城廃寺の塔は、心礎に舎利（釈迦の遺骨〔とされるもの〕）を納めていた。本品は心礎の舎利孔の蓋だったもの。花崗岩製で径24センチ、顔料で五弁蓮華文を描いている[10]。

## 本寺院の位置づけ
本寺院は、いわゆる七堂伽藍を備えた大規模な古代寺院である。創建瓦を焼造した瓦窯跡が近隣に残り、瓦の製造元と供給先の関係がわかる。遺物や遺構から寺院が中世まで存続したことがわかる点も貴重である。
出土品のうち、棰先瓦、塑像、塼仏、舎利孔蓋などは、いずれも東日本ではまれな遺物であり、当寺院と畿内との強い結びつきを感じさせる。
『将門記』には、平将門に敵対する平良兼の軍勢が結城郡法城寺の近くを通るという記述がある。この法城寺については、「結城寺」の誤記ではないかとする説もあったが、結城廃寺跡から「法成寺」のヘラ書きのある瓦が出土したことから、結城廃寺の寺号が法成寺であったことが判明した。古代の廃寺跡で寺号が確認された数少ない事例の一つである。